# What's Words Worth?
What's Words Worth?, även kallat What's Wordsworth, är Motörheads sjunde album som släpptes den 5 mars 1983 med skivbolaget Big Beat.

## Låtlista
All sångtext är skriven av Lemmy Kilmister, om inget annat anges, alla låtar är komponerade av Motörhead, om inget annat anges.
| Nr           | Titel                   | Längd |
| ------------ | ----------------------- | ----- |
| 1.           | The Watcher             | 4:07  |
| 2.           | Iron Horse/Born To Lose | 5:06  |
| 3.           | On Parole               | 5:27  |
| 4.           | White Line Fever        | 2:34  |
| 5.           | Keep Us On The Road     | 5:25  |
| 6.           | Leaving Here            | 3:12  |
| 7.           | I'm Your Witch Doctor   | 3:08  |
| 8.           | Train Kept A-Rollin'    | 2:47  |
| 9.           | City Kids               | 3:39  |
| Total längd: | Total längd:            | 35:21 |